# 2019年3月逝世人物列表
2019年逝世人物列表：1月 - 2月 - 3月 - 4月 - 5月 - 6月 - 7月 - 8月 - 9月 - 10月 - 11月 - 12月
2019年3月逝世人物列表，是用于汇总2019年3月期间逝世人物的列表。

## 依日期排序

### 31日
- 尼普西·哈塞爾（英語：Nipsey Hussle），33歲，美國饒舌歌手，遭槍擊身亡。[1]
- 納塔莉亞·費蕾娃（俄语：Филёва, Наталия Валерьевна），55歲，俄羅斯女富豪、西伯利亞航空大股東，空難身亡。[2][3]
- 尼古拉·马卡罗维茨（俄語：Николай Макаровец），80岁，俄罗斯武器设计师。[4]
- 李元栋，82岁，中国政治人物，贵州省政协原副主席、党组原副书记，省委统战部原部长。[5]
- 沙正平，90岁，中国航空技术专家，中国航空工业集团公司沈阳飞机设计研究所科技委原主任、副总师。[6]
- 冯运涛，74岁，中国官员，浙江省煤炭集团公司原副总经理、党委委员、纪委书记。[7]
- 王震亚，97岁，中国作曲家、音乐教育家，中央音乐学院作曲系原副主任、中央音乐学院原副院长，教授。[8]
- 陳榮儒，88歲，台灣人公共事務會（FAPA）前總會長。[9]
- 雪萊·拉扎（英語：Shelley Lazar），69歲，SLO Ticketing售票系統的創始人與最先推出VIP門票的女實業家，素有門票女王（The Ticket Queen）之稱。癌症病逝。[10]

### 30日
- 杨礼，84岁，中国教育人物，四川省特级教师、成都七中原校长、成都七中终身名誉校长。[11]
- 塔妮亞·馬萊（英語：Tania Mallet），77歲，英國女演員、模特兒，《007》電影第三集《金手指》的龐德女郎。[12]
- 刘静，58歲，中国作家、编剧，代表作有《父母爱情》等。病逝。[13]
- 中國四川木里森林火灾扑火行动殉職的消防員和当地官员[14][15]：
  - 赵万昆，38岁，凉山州森林消防支队西昌大队大队部教导员
  - 幸更繁，20岁，凉山州森林消防支队西昌大队大队部公勤班通信员
  - 蒋飞飞，29岁，凉山州森林消防支队西昌大队三中队中队长
  - 刘代旭，22岁，凉山州森林消防支队西昌大队三中队排长
  - 程方伟，22岁，凉山州森林消防支队西昌大队三中队一班班长
  - 陈益波，20岁，凉山州森林消防支队西昌大队三中队一班副班长
  - 赵耀东，21岁，凉山州森林消防支队西昌大队三中队一班消防员
  - 丁振军，22岁，凉山州森林消防支队西昌大队三中队一班消防员
  - 唐博英，25岁，凉山州森林消防支队西昌大队三中队二班副班长
  - 李灵宏，21岁，凉山州森林消防支队西昌大队三中队二班消防员
  - 孟兆星，20岁，凉山州森林消防支队西昌大队三中队二班消防员
  - 查卫光，22岁，凉山州森林消防支队西昌大队三中队三班消防员
  - 郭启，19岁，凉山州森林消防支队西昌大队三中队三班消防员
  - 张浩，28岁，凉山州森林消防支队西昌大队四中队中队长
  - 周鹏，21岁，凉山州森林消防支队西昌大队四中队一班副班长
  - 张成朋，20岁，凉山州森林消防支队西昌大队四中队一班消防员
  - 赵永一，19岁，凉山州森林消防支队西昌大队四中队一班消防员
  - 古剑辉，22岁，凉山州森林消防支队西昌大队四中队二班消防员
  - 张帅，19岁，凉山州森林消防支队西昌大队四中队二班消防员
  - 高继垲，25岁，凉山州森林消防支队西昌大队四中队三班班长
  - 汪耀峰，25岁，凉山州森林消防支队西昌大队四中队三班副班长
  - 孔祥磊，29岁，凉山州森林消防支队西昌大队四中队三班消防员
  - 杨瑞伦，21岁，凉山州森林消防支队西昌大队四中队三班消防员
  - 康荣臻，20岁，凉山州森林消防支队西昌大队四中队三班消防员
  - 代晋凯，23岁，凉山州森林消防支队警勤排新闻报道员
  - 徐鹏龙，19岁，凉山州森林消防支队西昌大队三中队三班消防员
  - 王佛军，18岁，凉山州森林消防支队西昌大队四中队二班消防员
  - 杨达瓦，46岁，木里县林业和草原局局长
  - 邹平川，42岁，木里县林业和草原局五处工作人员
  - 捌斤，41岁，木里县雅砻江镇立尔村村民服务队队长
  - 王慧蓉，50岁，木里县林业和草原局第三营造管护处副主任

### 29日
- 何弢，82歲，香港建築師，香港特別行政區區旗、區徽主要設計者之一。
- 阿涅斯·瓦尔达（法語：Agnès Varda），90歲，法國女性電影導演，法國新浪潮代表人物之一。死於乳癌。[16]
- 龚光文，87岁，中国政治人物，原四川省重庆市总工会主席。[17]
- 吾老七，87岁，中国企业家，原浙江宫宝药业有限公司董事长。[18]
- 杨运兴，92岁，中国官员，原徽州地区工商局副局长。[19]
- 周石麟，95歲，中華民國中將，空軍雷虎小組首任領隊，曾隸屬中美空軍混合團參與抗日戰爭。[20]

### 28日
- 李瑛，93岁，中国诗人。[21]
- 杨明德，54岁，中国法官，汉中市中级人民法院党组书记、院长、二级高级法官。[22]
- 黄天发，65岁，马来西亚山打根国会议员山打根国会议席，死於心脏病。[23]
- 中西香爾（日語：中西 香爾），93岁，日本化学家。[24]
- 王明达，84歲，原国家教育委员会副主任、党组成员。[25]
- 莱莉·埃文斯（英語：Riley Evans），32歲，美國女色情演員和模特兒，乳腺癌。[26]
- 丸山博（日語：丸山 博），86歲，日本棒球裁判[27]。

### 27日
- 王大章，84岁，中国颌面外科专家，原华西医科大学副校长，口腔医学院及口腔医院院长。[28]
- 章志澄，93岁，中国官员，浙江省交通厅航运管理局副局长。[29]
- 近藤昭仁（日語：近藤 昭仁），80岁，日本棒球选手。[30]
- 瓦列里·贝科夫斯基（俄語：Валерий Быковский），84岁，苏联宇航员。[31]
- 英国Her's乐队成员交通意外[32]：
  - Stephen Fitzpatrick，24岁，乐队主唱、吉他手。
  - Audun Laading，25岁，乐队低音吉他手、伴唱。

### 26日
- 陳幸進，75岁，台灣政治人物，中華民國前新北市議會議長。死於咽喉癌。[33]
- 杨群，96岁，中国政治人物，原广州市煤炭工业局党委常委、副局长。[34]
- 保罗·道金斯（英語：Paul Dawkins），61岁，美国-土耳其篮球运动员。[35]
- 萩原健一（日語：萩原 健一），68歲，日本演員、歌手，胃腸道基質腫瘤。[36]
- 萊伊諾·列瓦斯萊霍（芬蘭語：Reino Lehväslaiho），96歲，芬蘭二次大戰老兵及軍事作家。[37]
- 拉斐爾·軒素（葡萄牙語：Rafael Henzel），45歲，巴西電台播音員，記者。2016年拉米亞航空2933號班機空難生還者之一。死於心臟病。[38]
- 安德魯·馬歇爾（英語：Andrew Marshall），97歲，美國戰略學者。[39]
- 白石冬美（日語：白石 冬美），82岁，日本女演員、聲優、旁白、電臺主持人。[40][41]
- 高級羅傑（英语：Ranking Roger），56歲，非裔英國新浪潮歌手與音樂家。死於脑肿瘤和肺癌。.[42]

### 25日
- 许诚家，75岁，馬來西亞企業家，诚成集团（K.Seng Seng Corp Bhd）创办人、主席兼任董事经理（新聞發布日）。[43]

### 24日
- 麥可·林恩（英語：Michael Lynne），77歲，美國新線影業前首席執行長。[44]
- 約瑟·皮拉托（英語：Joseph Pilato），70歲，美國男演員，代表作為《侵入魔界》[45]
- 朱玉，86岁，中国军史专家，国防大学教授。[46]
- 魏益华，89岁，中国学者，浙江省委党校原副校长、教授。[47]
- 于国治，77岁，中国政治人物，伊犁州党委原副书记、组织部部长、党校校长。[48]

### 23日
- 李富林，59岁，中国政治人物，海南省政协原副主席。[49]
- 王凤贤，91岁，中国政治人物，原浙江省社科院党委副书记、副院长、院长。[50]
- 麦文奎，102岁，中国政治人物，原广西壮族自治区卫生厅顾问。[51]
- 黃卓珍，95歲，中國人，南京大屠殺倖存者。[52]
- 李凤鸣，104岁，中国醫學家，眼科学与眼科病理学奠基人之一，北京大学第三医院眼科首任主任，教授。[53]
- 江国钧，中国企业家、民间收藏家。[54]
- 拉菲·伊坦（英语：Rafi Eitan），92歲，以色列特工，情報機構摩薩德的創始人之一，曾逮捕納粹大屠殺兇手的以色列間諜。[55]
- 賴瑞·柯恩（英語：Larry Cohen），77歲，美國電視電影導演兼編劇。[56]
- 雅克·德瑟姆（法語：Jacques Dessemme），93岁，法国篮球运动员。[57]
- 瑞安·布蘭特（英語：Ryan Brant），49岁，美國企業家，電子遊戲公司Take-Two创始人。[58]

### 22日
- 李锡奇，81岁，台湾艺术家。2012年國家文藝獎得主、有「藝壇變調鳥」之稱。[59]
- 任剑春，年龄不详，中华人民共和国死刑犯，因故意殺人及盜竊罪被执行注射死刑。[60]
- 刘开济，93岁，中国建筑师，北京市建筑设计研究院有限公司原副总建筑师。[61]
- 尚毅明，年龄不详，中国室内设计师。[62]
- 佘文彬，89歲，中國人，南京大屠殺幸存者。[63]
- 王大凯，106岁，中国人，老红军战士。[64]
- 周祖赓，88岁，中国政治人物，原浙江省新闻出版局局长，省新闻出版局、出版总社党组书记。[65]
- 史考特·沃克（英语：Scott Walker (singer)），76歲，美國流行、搖滾、實驗與先鋒音樂創作歌手，原為流行樂團沃克兄弟（英语：The Walker Brothers）的吉他手兼主唱。癌症病逝。[66]
- 麥克加令，30歲，馬來西亞死刑犯。因2015年謀殺罪被新加坡執行絞刑。

### 20日
- 林添福，94歲，台灣陶藝大師。[67]
- 沈鑒治，90歲，香港專欄作家，信報前總編輯，中文著作《中國經濟論文集》、《政經縱橫》，病逝[68]。
- 郁重今，91岁，中国篆刻大师、西泠印社社员、资深编辑。[69]
- 黄海云，101岁，中国军事人物，原广州军区正师职离休干部，老红军战士。[70]
- ，94歲，英國哲學家。[71]
- 東久邇信彥（日語：東久邇 信彦），74歲，日本舊皇族人物，昭和天皇裕仁外孫、平成天皇明仁胞姊東久邇成子（原成子內親王）的兒子，病逝[72]。

### 19日
- 杜敬谦，26岁，香港游泳运动员，猝死。[73]
- 胡冰，65岁，中国官员，原安徽省交通运输厅副厅长、巡视员。[74]
- 叶树南，47岁，中国城市规划师，深圳市蕾奥规划副总经理、设计总监。[75]

### 18日
- 赵俊毅，65岁，中国摄影史学者、摄影文献收藏家。[76]
- 范雲，59岁，中国政治人物，西藏自治区政协社会法制外事委员会副主任。[77]
- 朱兰谷，89岁，中国政治人物，原蚌埠市司法局局长、党组书记。[78]
- 李鹏，45岁，中国游戏行业从业者，掌聚互动公司首席执行官。[79]
- 約翰·卡爾·伯奇勒（英语：John Carl Buechler），66歲，美國電影導演兼特效化妝師。前列腺癌。[80]
- 織本順吉（日语：織本順吉），92歲，日本資深演員，衰老病逝。[81]
- 靳生禾，86岁，中国历史学家，山西大学教授。[82]

### 17日
- 王仿子，102岁，中国出版家。[83]
- 内田裕也（日語：内田 裕也），79歲，日本搖滾歌手，演員樹木希林之丈夫。[84]
- 东姑查娜莉雅，79岁，馬來西亞柔佛前苏丹皇后，蘇丹依斯干達的繼任妻子。[85]
- 陳溪埔，97岁，臺灣臺南市七股區人，地方教育界泰斗，服務杏壇五十餘年、桃李滿天下，在家中安詳辭世。[86]

### 16日
- 吳樂天，71岁，台灣媒體廣播資深主持人。[87]
- 邢文昭，82岁，中国相声演员。[88]
- 邵义彬，99岁，中国政治人物，杭州市政协原副主席。[89]
- 赵文志，88岁，中国政治人物，西藏自治区党委原副秘书长，自治区人民政府驻西安办事处原党委书记、主任。[90]
- 管帮富，47岁，中国园林专家，江西省蚕桑茶叶研究所党委书记、研究员。[91]
- 朱琴葆，85岁，中国版画家，国家一级美术师。[92]
- 聖地亞哥·巴洛索（西班牙語：Santiago Barroso），47歲，墨西哥多媒體記者。遭槍擊身亡。[93][94]
- 迪克·戴爾（英語：Dick Dale），81歲，美國搖滾音樂家、吉他手。[95][96]
- 賈斯汀·卡特（英語：Justin Carter），35歲，美國鄉謠歌手。家中槍械走火中彈身亡。[97]
- 艾倫·克魯格（Alan B. Krueger），58歲，美國勞動經濟學家，曾於奧巴馬政府時期擔任白宮首席經濟學家。自殺。

### 15日
- 王平，100岁，中国政治人物，原北京市顾委委员，原北京汽车工业总公司党组书记、经理。[98]
- 朱无难，99岁，中国消化病学专家、医学教育家，复旦大学附属中山医院终身荣誉教授、内科教研室原主任、消化科首任主任。[99]
- 威廉·斯坦利·默溫（英語：William Stanley Merwin），91岁，美国诗人，普利策诗歌奖得主。[100]
- 羅結，93歲，台灣企業家，全球第九大輪胎廠正新橡膠創辦人。[101]

### 14日
- 神戶勝彥（日語：神戸 勝彦），49歲，日本廚師，以意大利料理聞名。曾任美食綜藝節目《料理鐵人》評審。[102]
- 查理·懷汀（英語：Charlie Whiting），66歲，英國一級方程式賽事總監。死於肺栓塞。[103]
- 石忠信，71岁，中国政治人物，哈尔滨市人大常委会原主任。[104]
- 傅杰，82岁，中国冶金专家，北京科技大学教授。[105]
- 丹尼爾斯（英語：Godfried Danneels）樞機 ，85歲，前梅赫倫-布魯塞爾總教區總主教。[106]

### 13日
- 李宝峰，81岁，中国国画家、原甘肃画院副院长，甘肃省美协副主席。[107]
- 闫稚新，98岁，中国军事人物，北京卫戍区正军职离休干部、原政治学院《当代中国》军队政治工作编辑部主编。[108]
- 法蘭克·卡利（英語：Frank Cali），53岁，美国甘比诺犯罪家族头目。[109]

### 12日
- 吉姆·拉曼（英語：Jim Raman），43歲，美國牙醫，曾參與《驚險大挑戰25》。[110]
- 王德宝，79岁，中国中共党史专家，南京大学工会原主席，教授。[111]
- 汤志凌，59岁，中国教育人物，海安市城南实验中学原校长。[112]
- 2019年中國海軍戰機海南墜毀事故殉職軍人：

- 任永濤，36歲，中國人民解放軍海軍一級飛行員，中校軍銜。
- 粘金鑫，26歲，中國人民解放軍海軍三級飛行員，中尉軍銜。

### 11日
- 徐利治，98岁，中國数学家。[114]
- 邢世忠，80岁，中国人民解放军上将，国防大学原校长。[115]
- 王敏刚，70岁，香港实业家、社会活动家，港区全国人大代表，死於肝胆疾病。[116]
- 赵安军，70岁，中国政治人物，新疆维吾尔自治区地质矿产勘查开发局原党组副书记、纪检组组长、机关党委书记。[117]
- 哈爾·布萊因（英语：Hal Blaine），90歲，美國搖滾音樂家、知名錄音室鼓手。[118][119]

### 10日
- 韦茂文，95岁，中国政治人物，贵州省黔南布依族苗族自治州首任州长，州第七届、第八届人大常委会主任。[120]
- 王永和，75岁，中国官员，黑龙江省双鸭山市政府原巡视员。[121]
- 唐玉璇，48岁，新加坡音乐人。[122]

### 9日
- 江倩齡，29歲，馬來西亞華裔女藝人。死於交通意外。[123]
- 刘江，62岁，中国传媒人物，时尚集团创始人、董事长。[124]
- 埃塞俄比亚航空302号班机空难
  - 金也淘，33歲，中國企業人物，中國航空工業國際成套設備公司職教處處長。[125]
- 杰德·艾倫（英语：Jed Allan），84歲，美國男演員。曾和早前中風病逝的男星盧克·佩瑞演出電視劇《飛越比佛利》。[126]
- 陶然（原名乃賢），76歲，香港作家、編輯、出版人。[127]
- 山田直稔（日語：山田 直稔），92歲，日本企業家，浪速商事會長。因自1964年東京奧運起，在所有的夏季奧運會舉行地揮舞「日之丸」（日本國旗圖案）扇子加油助威，被稱為「奧運大叔」。心臟衰竭。[128]
- 弗拉基米尔·埃图什（俄語：Владимир Этуш），96岁，苏联/俄罗斯电影演员。[129]

### 8日
- 王弘力，92岁，中国连环画家、学者。[130]
- 朱德生，87岁，中国哲学家，北京大学哲学系原主任、党总支书记，教授，中华全国外国哲学史学会原理事长。[131]
- 金鳳鳴，98歲，中國企業人物，原廣州市物資回收公司經理。[132]
- 宗云，49岁，中国法官，重庆市武隆区人民法院党组成员、副院长、审委会委员、四级高级法官。[133]
- 畢耀遠（荷蘭語：Fr. Anthony Pierrot），95歲，荷蘭籍天主教神父，長年在台灣服務，若瑟醫院創辦人。[134]
- 梅斯羅普二世（英语：Mesrob II Mutafyan of Constantinople），62歲，亞美尼亞使徒教會亞美尼亞君士坦丁堡宗主教（英语：Armenian Patriarch of Constantinople）。[135]
- 麥克·葛羅斯（英語：Mike Grose），年齡與死因未知，皇后合唱團的第一位貝斯手。[136]

### 7日
- 西德尼·希恩伯格（英語：Sidney Sheinberg），84歲，美國律師和娛樂業高管。[137]
- 沈自尹，90岁，中国医学家，全国名中医，复旦大学中西医结合研究院名誉院长，上海中医药大学名誉教授，中国科学院院士。[138]
- 柯柏约翰，57岁，马来西亚政治人物，砂新达雅党主席。[139]
- 約瑟夫·H·博德曼（英语：Joseph H. Boardman），70歲，美鐵前主席。中風[140]。
- 迪克·貝葉爾（英語：Dick Beyer），88歲，美國職業摔角運動員。[141]
- 嘉倫（原名梁嘉倫），80歲，香港演員。[142]
- 须田一政（日語：須田 一政），78岁，日本摄影大师。[143]
- 凱莉·卡特林（英語：Kelly Catlin），23歲，美國女子自行車運動員，2016年里約熱內盧奧運女子自行車追逐賽銀牌得主。自殺。
- 卡邁·波斯科（英語：Carmine Persico），85歲，美國黑道人物，美國黑手黨科隆博犯罪家族首腦。因糖尿病併發症於監獄中病逝。[144]

### 6日
- 麥朝成，77岁，台灣經濟學者、中央研究院第20屆（人文及社會科學組）院士。[145][146]
- 周桑漪，88岁，中国政治人物，江苏省政协原副主席。[147]
- 刘炼，93岁，中国中共党史学者，中国人民大学马克思主义学院教授，何干之夫人。[148]
- 张广文，95岁，中国官员，山西省纪委原办公室主任、副厅级检查员。[149]
- 玛珍塔·迪瓦恩（英語：Magenta Devine），61岁，英国女性电视主持人、记者和音乐推广人。[150]
- 阿里·多明格斯（西班牙語：Alí Domínguez），26岁，委内瑞拉记者、学运人士和政党领袖，被谋杀。[151]
- 瑞秋·英格斯（英語：Rachel Ingalls），78歲，英國作家，代表作為《Mrs. Caliban》。[152]
- 傑瑞·史提克斯（英語：Gerry Stickells），76歲，曾任吉米·亨德里克斯、皇后合唱團、艾爾頓·強與保羅·麥卡尼的巡演經理。[153]
- 何塞·佩德罗·佩雷斯-略尔卡（西班牙語：José Pedro Pérez-Llorca），78岁，西班牙前外交部长。[154]

### 5日
- 褚时健，91岁，中国企业家，原红塔集团董事长，褚橙创始人，糖尿病并发症。[155]
- 丁一，91岁，中国企业家，全国劳动模范，东方电气集团公司创始人、原党组书记、董事长、总经理。[156]
- 张春华，94岁，中国京剧表演艺术家、武丑名家。[157]
- 杨耐思，91岁，中国语言学家、中国社会科学院语言研究所研究员。[158]
- 梁小波，60岁，中国结直肠外科专家，山西省肿瘤医院副院长，教授。[159]
- 田本相，87岁，中国当代戏剧学者、曹禺研究专家，中国话剧理论与历史研究会前会长。[160]
- 代本浩，81岁，中国官员，原新疆维吾尔自治区高级人民法院生产建设兵团分院党组书记、院长。[161]
- 李祥林，88岁，中国政治人物，原国务院经济贸易办公室副主任、党组成员，原中国进口汽车贸易中心董事长、总经理。[162]
- 王竹昌，92岁，中国政治人物，原浙江省卫生厅副厅长、党组成员、副厅级巡视员，省红十字会副会长。[163]
- 楊路年，60岁，香港米埔自然保護區首任經理、「東亞—澳大利亞遷飛路線伙伴關係（EAAFP）」執行總裁。[164]

### 4日
- 西德尼·维巴（英語：Sidney Verba），86歲，美國政治學者，曾任哈佛大學圖書館館長。[165]
- 盧克·佩瑞（英語：Luke Perry），52歲，美國演員，曾參與電視劇《飛越比佛利》演出，死於中風。[166]
- 克劳斯·金克尔（德語：Klaus Kinkel），82岁，德国政治家，联邦德国副总理（1993年-1998年）[167]
- 李俊賢，62岁，台灣藝術家，曾任高雄市立美術館館長。[168]
- 毛致用，89岁，中国人民政治协商会议第九届全国委员会副主席。[169]
- 司瑞祥，89岁，中国官员，原安徽省气象局副局长。[170]
- 吴育海，47岁，中国法官，海口市龙华区人民法院新坡法庭庭长、一级法官。[171]
- 冀淑平，95岁，中国话剧演员。[172]

### 3日
- 余邦，65歲，台灣藝人，死於糖尿病併發症。[173]
- 银国春，中央戏剧学院教授，原中央戏剧学院导演系主任鲍黔明夫人。[174]
- 邵德华，97岁，中国传染病学家，吉林大学第一医院原传染科副主任，教授。[175]
- 基思·弗林特（英語：Keith Flint），49歲，英國電音歌手，超凡樂團（The Prodigy）主唱。（遺體發現日期）[176]

### 2日
- 刘海荣，78岁，中国政治人物，全国妇联原副主席、书记处书记、党组成员。[177]
- 张雪松，48岁，中国律师，原北京市高级人民法院知识产权庭副庭长。[178]
- 潘鼎，77岁，中国碳纤维领域专家、上海市劳动模范，东华大学材料科学与工程学院二级教授。[179]
- 若列斯·伊万诺维奇·阿尔费罗夫（俄語：Жоре́с Ива́нович Алфёров），88岁，俄罗斯物理学家、政治家，2000年诺贝尔物理学奖得主。[180]
- 雅尼斯·贝拉基斯（希臘語：Γιάννης Μπεχράκης），58歲，希臘攝影師，任職路透社記者超過30年，2016年普利策獎得主。死於癌症。[181]

### 1日
- 左琳华，91岁，中国政治人物，原重庆市计划委员会农业计划处副处长。[182]
- 凯文·洛奇（英語：Kevin Roche），96岁，美国当代建筑师，第四届普利兹克奖得主。[183]

### 日期不详
- 李启忠，76岁，中国白字戲作曲家，国家三级作曲。[184]
- 紫豔，41岁，日本AV女優。[185]
- 愛田飛鳥，29歲，日本AV女優。[186]